# Juan Samorano
Juan Eduardo Samorano (25 de septiembre de 1981) es un deportista argentino que compite en taekwondo adaptado. Ganó dos medallas en los Juegos Paralímpicos de Verano, bronce en Tokio 2020 y bronce en París 2024.
Recibió el Premio Jorge Newbery de Oro en 2021.

## Palmarés internacional
| Juegos Paralímpicos      | Juegos Paralímpicos       | Juegos Paralímpicos | Juegos Paralímpicos |
| Año                      | Lugar                     | Medalla             | Categoría           |
| ------------------------ | ------------------------- | ------------------- | ------------------- |
| 2020                     | Tokio (Japón)             | Medalla de bronce   | –75 kg              |
| 2024                     | París (Francia)           | Medalla de bronce   | –70 kg              |
| Juegos Parapanamericanos |                           |                     |                     |
| Año                      | Lugar                     | Medalla             | Categoría           |
| 2019                     | Lima (Perú)               | Medalla de bronce   | –75 kg              |
| 2023                     | Santiago de Chile (Chile) | Medalla de oro      | –70 kg              |